# Chambo (kanton)
Chambo – kanton w Ekwadorze, w prowincji Chimborazo. Stolicą kantonu jest Chambo.